# Marc Cerrone
Pour les articles homonymes, voir Cerrone.
Ne doit pas être confondu avec Marc Perrone.
Jean-Marc Cerrone, né le 24 mai 1952 à Vitry-sur-Seine, est un compositeur et musicien français. Il est considéré comme un pilier du disco en France et en Belgique.

## Biographie

### Jeunesse et formation
Marc Cerrone est fils d'immigrés italiens ayant fui le fascisme. À cinq ans, il est marqué par la séparation de ses parents, ses frères et lui sont alors mis en pension. Il vit à Vitry-sur-Seine.
Pour ses douze ans, sa mère, Liliane Cerrone, lui offre sa première batterie pour le canaliser, lui qui s'est fait renvoyer du collège. Il devient batteur et est influencé par le rhythm and blues d'Otis Redding. Durant son adolescence, des groupes ou musiciens comme Chicago, Cream, Jimi Hendrix, Santana influencent Cerrone. À l'âge de 14 ans, il fonde son premier groupe et quitte l'école. Sur l'insistance de son père, il entame malgré tout des études de « coiffure pour le cinéma » dont il obtient un diplôme avec mention.
Son demi-frère, Jean-Pierre Cerrone, est un DJ, plus connu sous le nom de scène Max Berlin.

### Débuts
Marc Cerrone, qui ne souhaite plus être coiffeur, fugue de chez ses parents et se rend chez une amie, boulevard Saint Michel. Celle-ci est engagée au Club Med. Lors d'une soirée, Cerrone persuade Gilbert Trigano d'engager des groupes de rock pour les faire tourner entre chaque « village ». Il devient alors directeur artistique d'une quarantaine de clubs durant un temps.
Son premier véritable groupe est formé en 1972 « avec les meilleurs musiciens trouvés au Club Med ». Il se nomme Kongas et se produit pendant quatre ans. Il est repéré par Eddie Barclay qui l'engage au club de Saint-Tropez Le Papagayo,, : « On a fait un carton en août au Papagayo ». Eddie Barclay fait signer un contrat à Marc Cerrone et devient son premier producteur : il lui permet de produire son premier single, Anikana-O, en novembre 1972. Malgré l'argent qu'il gagne avec le groupe, Cerrone se lasse, quitte le métier et décide de créer Import Musique, une chaîne de magasins de disques importés qui deviendra, plus tard, l'enseigne Nuggets. Il en ouvre cinq la première année d'activité.

### Période disco
Avec l'aide de son ami Raymond Donnez (en), qui possède un studio sur l'avenue de la Grande-Armée à Paris, Marc Cerrone réalise une maquette, au début de l'année 1976. Cependant, il trouve qu'il est préférable de faire un album dans les studios de Londres. Il produit aux Studios Trident lui-même et enregistre Love in C Minor, un morceau d'une quinzaine de minutes, trop long pour les radios, composé de batterie, avec la grosse caisse mise en avant, et d'une piste sonore dans le genre d'un film pornographique américain. Aucune maison de disques ne veut l'engager, alors il fait fabriquer à ses frais puis distribue quelques exemplaires à ses connaissances. Mais la pochette, où Cerrone pose avec une femme nue à genoux à côté de lui, fait que les magasins de disques restent hésitants à mettre le disque en avant. Il précise qu'alors, « aucune radio locale ne me jouait, je n'avais pas de label, alors j'investissais dans la publicité, des affiches géantes qui reprenaient mes pochettes provocantes ».
Par le plus grand des hasards, Champs Disques envoie à New York un carton de ses disques à la place d'exemplaires de Barry White défectueux. La pochette attire l’œil du distributeur qui le fait ensuite écouter à des disc jockeys : le titre arrive en radio et en discothèque. Une version pirate, à base d'une reprise, est éditée chez Casablanca Records et passe assidûment dans les boîtes de nuit américaines ; lorsque Cerrone en est informé, il se précipite aux États-Unis et finit par se faire engager par Ahmet Ertegün : « Ils m'ont laissé faire ce que je voulais. J'étais avec les Jackson Five, Quincy Jones, Ray Charles… Le seul Blanc, c'était moi ! »
Il s'installe à New York ; il précise : « Je retournais à Paris très peu, pour trois ou quatre jours. ». New York est pour lui la ville de tous les excès : sorties au Studio 54, drogue, femmes, sport, mais aussi des millions de disques vendus. « La drogue était incontournable à l'époque. Et quand votre seul équilibre c'est la drogue, c'est fini […] J'ai mis des années pour m'en sortir ».

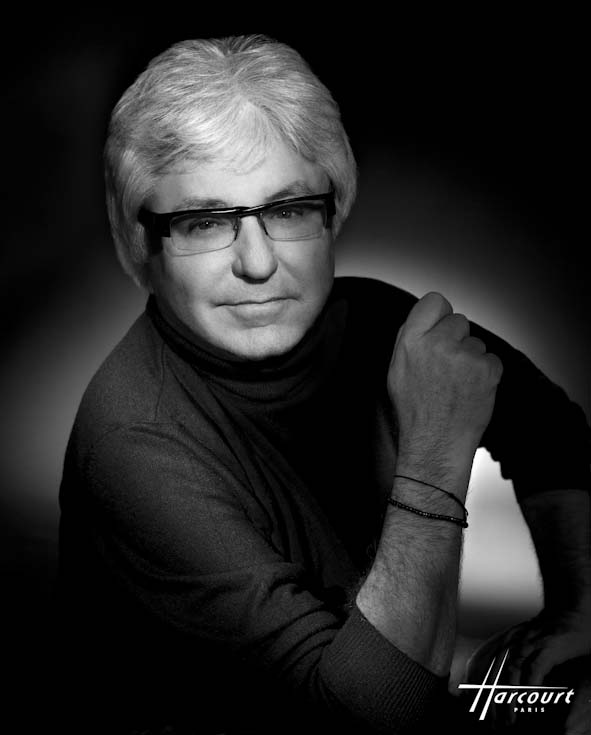
Marc Cerrone en 2009, photographié par le Studio Harcourt.

En 1976, également, commence une collaboration avec Alain Wisniak, avec qui il va coécrire et coréaliser plusieurs albums : Cerrone's Paradise, Supernature, Cerrone V Agelina , Cerrone VI Panic, Cerrone VIII Back Track. Il reçoit beaucoup d'instruments en cadeau comme un ARP Odyssey et expérimente pour trouver le son qui l’intéresse.
Il sort deux albums à la suite : son deuxième album, Cerrone's Paradise, réalisé en février et mars 1977, connaît un peu moins de succès. Par contre, le troisième, Supernature (Cerrone III), porté par le single éponyme qui reste son plus gros tube et Give Me Love (au départ prévu pour n'être qu'une face B), la bande originale du film Brigade mondaine, est un succès énorme, avec dix millions de disques vendus. Supernature deviendra un des grands hymnes du disco.
Dès 1977, Cerrone produit des artistes comme Don Ray, Revelacion, troisième et dernier album de la formation Kongas. Il est nommé cette année-là cinq fois aux Grammy Awards, dont celui du meilleur artiste. Cerrone IV sort durant l'été 1978. À la fin de cette même année, il donne deux concerts au Pavillon de Paris, devant une pyramide comme décor.
Après un long passage à vide médiatique, durant lequel il produit tout de même une dizaine d'albums, son nom revient au devant de la scène, dès 2001 grâce à sa collaboration avec Bob Sinclar, qui publie l'album Cerrone by Bob Sinclar.
Sa composition Supernature est utilisée durant la cérémonie d'ouverture des Jeux olympiques d'été de 2024.
Il se produit depuis dans les clubs français et donne également un concert à la Philharmonie de Paris en 2025.

## Discographie

### Albums studio Cerrone
Cerrone a numéroté certains albums studio par son patronyme suivi d'un chiffre romain (ou arabe pour les albums 3 et 8).

## Publications
En 1982 et 1984, Marc Cerrone publie deux romans policiers : Le Rat et Névrose. En 1990, il publie Dancing Machine, un roman aussitôt adapté pour le cinéma par Gilles Béhat, avec Alain Delon, Claude Brasseur et Patrick Dupond.
...Et Pourquoi Pas La Lune ! en 2004.
En mai 2018, il publie son autobiographie sous le titre Paradise écrite par une journaliste belge, avec Bee Gordon,.

## Décorations
- Chevalier de la Légion d'honneur 14 juillet 2019[16].
- Officier de l'ordre des Arts et des Lettres (2025)[17]